# Beleg van Saguntum
Het Beleg van Saguntum was een belegering in de buurt van het huidige Sagunto, door de Carthagers onder Hannibal Barkas in 218 v.Chr. Dit markeert het begin van de Tweede Punische Oorlog.

## Hannibals plannen
Nadat Hannibal tot opperbevelhebber van  Cartageense Hispania was benoemd (221 v.Chr.), nog maar 26 jaar oud, besteedde hij twee jaar aan het uitdenken van zijn plannen en het voltooien van zijn voorbereidingen om de macht in het Middellandse Zeegebied te vestigen. De Romeinen, die goed op de hoogte werden gehouden van Hannibals doen en laten, deden niets. Ze dachten dat zij deze Carthaagse jongeman uit de weg konden ruimen wanneer hen dat schikte, zonder veel bijzondere inspanning. Ze negeerden hem zelfs geheel toen een opstand in Illyrië, aan de overkant van de Adriatische Zee, hun aandacht opeiste.
De Romeinen reageerden zelfs niet toen hen het nieuws bereikte dat Hannibal het beleg had geslagen voor Saguntum in zuidoost Hispania. Ze waren ontstemd dat Hannibal het verdrag had geschonden dat na de Eerste Punische Oorlog gesloten was. Hierin verschilde Hannibal overigens niet al te zeer van de Romeinen, die recentelijk Sardinië hadden geannexeerd, wat uitdrukkelijk in strijd was met dit verdrag.
De inname van Saguntum was onmisbaar binnen het geheel van Hannibals plannen. De stad was de best versterkte in de regio en het zou heel onverstandig zijn zo'n stad in vijandelijke handen te laten. Hannibal was ook op zoek naar buit om zijn leger tevreden te houden. Dat leger bestond vooral uit huurlingen uit Noord-Afrika, Hispania en Gallië. De buit uit die stad kon ook gebruikt worden om politieke tegenstanders in Carthago onder controle te houden.

## Het beleg
Hannibal leed wat verliezen vanwege de uitgebreide vestingwerken en de hardnekkigheid van de verdedigers, maar toch bestormden en verwoestten zijn troepen de bolwerken van de stad een voor een. Saguntum vroeg Rome om hulp, maar die bleef uit. Na een beleg van acht maanden werden de laatste verdedigingswerken ingenomen. Hannibal toonde geen medelijden met de overlevende bewoners. Dit markeerde het begin van de Tweede Punische Oorlog.
Hannibal had nu een basis van waaruit hij zijn troepen kon aanvullen en bevoorraden. Dit was de eerste blunder die de Romeinen tijdens de Tweede Punische Oorlog begingen. Waren ze Saguntum te hulp gekomen, in plaats van de Illyrische opstand neer te slaan, dan was Hannibal wellicht nooit over de Pyreneeën heen gekomen.

## Vervolg
Na het beleg trachtte Hannibal de Carthaagse Senaat voor zich te winnen. De Senaat werd beheerst door een relatief Rome-vriendelijke factie, geleid door Hanno de Grote. Deze was het vaak niet eens met Hannibals agressieve stijl van oorlog voeren en gaf hem nooit onvoorwaardelijke steun, zelfs niet toen hij op vijf mijl van Rome de totale overwinning binnen handbereik leek te hebben. In dit vroege stadium kon Hannibal toch beperkte steun krijgen. Hij kon dus naar Carthago Nova, het huidige Cartagena, optrekken, waar hij zijn troepen verzamelde en hen op de hoogte bracht van zijn ambitieuze plannen. Hannibal ondernam een korte religieuze pelgrimstocht, voordat hij begon aan zijn mars over de Pyreneeën, de Alpen en verder naar Rome. De volgende fase van de oorlog, die zo'n tien jaar duurde, werd gekenmerkt door een uitzonderlijke reeks van Carthaagse overwinningen: de Slag bij de Trebia (218 v.Chr.), de Slag bij het Trasimeense Meer (217 v.Chr.) en vooral de Slag bij Cannae in 216 v.Chr.